# Превключватели
Превключвателите са устройства за превключване (комутиране) на електрическата верига на двигатели, релета, контактори и други консуматори (товари) на електрическа енергия в индустрията, транспорта и бита.

## Видове превключватели
Основните видове превключватели са: пускатели на двигател, изостати, клавишни превключватели, плъзгащи превключватели, панелни и бутонни превключватели, пакетни превключватели, галетни превключватели, крачни превключватели, джойстици, бутониери, микробутони, клавишни превключватели, ЦК ключета и др.
Превключвателите могат да се диференцират по броя на контактите, по това дали контактите са нормално отворени (НО) или нормално затворени (НЗ), дали за задържащи или незадържащи, дали са за променливо или постоянно напрежение, дали напрежението е 12, 24, 220 или 380VAC. Основна характеристика на всеки превключвател също е товара, който той може да превключва, посочва се в ампери, брой цикли на комутация (електрически и механически), материала от който са направени, дали са светещи или несветещи, каква е степента им на защита от прах, влага и др.
Галетните превключватели например, са вид ротационни превключватели, с повече от две секции (галети) превключващи различен брой контактни групи. Така броя на комбинации при превключване нараства в пъти. Най-характерната употреба на галетен превключвател е употребата му в готварски печки, бойлери, перални, миялни и др.
Друг типичен превключвател е крачния превключвател или още педален механизъм. Това са превключватели с крачно действие. Могат да са двойни или единични. Използват се в индустрията за включване на преси, когато операторът използва ръцете си за придържане на обработваемия детайл. В бита се използват за шевни машини, контрол на музикални инструменти, като китара, синтезатор и др.
Основен вид превключвател е пускателят на електрически двигател. Нарича се още въздушен пускател и представлява метална кутия в която освен бутонен превключвател има контактор и максималнотокова защита, която служи за защита на двигателя и е регулируема. Може да се монтира на самия двигател или на отдалечено от него място.